# Techirghiol
Techirghiol (rumænsk udtale: [ˈtekirɡjol], historisk navn: Tekirgöl) er en by i distriktet Constanța, Nord Dobruja i Rumænien.
Byen har 8.061 (2021) indbyggere.

## Beliggenhed
Byen ligger i den sydøstlige ende af Rumænien, beliggende på den nordvestlige bred af Techirghiol-søen (11,6 km2), 15-20 m over havet, 18 km syd for Constanța kommune og meget tæt på Sortehavet (3 km).
I Techirghiol er vintrene milde og somrene varme, hvilket skyldes den klare himmel med mere end 2.400 timers solskin om året.

## Historie
Techirghiol blev første gang markeret på landkortet i 1893, men udviklede sig støt efter 1912 og etablerede sig som kurby.
I 1891 åbnede Hagi Pandele, det første hotel og koldtbad i byen. I 1900 begyndte udvindingen af terapeutisk sapropelisk mudder og det førte til opførelsen af mange badeanstalter og hoteller.  Ordet sapropelisk er en sammentrækning af de gamle græske ord sapros og pelos, der betyder henholdsvis forrådnelse og mudder eller ler). Det er et begreb, der anvendes i havgeologi til at beskrive mørkefarvede sedimenter, der er rige på organisk materiale.[kilde mangler]
Efter 1. verdenskrig i 1920, begyndte Techirghiol at blive en meget populær turistattraktion på grund af dens kurmuligheder.